# وسام سعدون
وسام سعدون (انگلیسی: Wissam Saadoun؛ زادهٔ ۲۱ نوامبر ۱۹۹۰) بازیکن فوتبال اهل عراق است.
وی همچنین در تیم ملی فوتبال عراق بازی کرده‌است.